# Новокатеринівка (Кальміуський район)
Новокатери́нівка — село в Україні, у Кальміуській міській громаді Кальміуського району Донецької області. Населення становить 667 осіб.

## Загальні відомості
Відстань до райцентру становить близько 8 км і проходить автошляхом Т 0509.
Поруч із селом розташована геологічна пам'ятка природи загальнодержавного значення Новокатеринівське відслонення.
Із 2014 р. внесено до переліку населених пунктів на Сході України, на яких тимчасово не діє українська влада.

## Історія
З другої половини XVIII століття уряд щедро роздає землі Міуського округу дворянам і козацькій старшині, яка указами імператора Павла I з 1775—1779 р.р. отримала дворянство. Селяни-втікачі, що прийшли з Росії та України на вільні землі, тут же закабалялися місцевою козацькою старшиною.[джерело?]
У 1857 році учасник Кримської війни офіцер Прохоров отримує від уряду 1200 десятин землі. Одружившись з дочкою поміщика Чистякова Катерині, він отримує у придане кріпаків із сім'ями, яких разом зі своїми кріпаками (всього 25 сімей), поселив на березі невеликої річки Осикової, що впадає в Кальміус. На ім'я господаря спочатку населений пункт неофіційно носив назву «Прохорівкою», але пізніше на честь його дружини стало іменуватися Новокатеринівка.

## Війна на сході України
18 серпня 2014 року загинули під час обстрілу з РСЗВ «Град» — приблизно о 1-й годині ночі, поблизу села Новокатеринівка, капітан Збройних сил України Лавошник Юрій Миколайович та старший солдат Артур Перов.
27 серпня 2014 року після прямого залучення російських військових в селі розташувався полк ВДВ ЗС РФ зі складу Курської дивізії. 28 серпня військовики рухалися на вантажівці «Урал» та потрапили у засідку терористів між Новокатеринівкою та Ленінським; в бою загинули сержант 42-го БТРО Юрій Кириєнко, солдати Дмитро Ільгільдінов, Анатолій Лифар, Ілля Письменний, дещо віддаленіше — Євген Мельничук, Володимир Татомир, Максим Харченко. В автомобілі ГАЗ-66 загинули старший сержант 93-ї бригади Юрій Банас та Денис Марченко, у бензовозі загинув Олександр Чернов та ще 4 побратими. На перехресті доріг з села Побєда до Новокатеринівки поруч зі ставком поліг разом з значною частиною бійців 93-ї механізованої бригади, які станом на грудень 2016-го не ідентифіковані, солдат Віктор Цибенко; Володимир Вільковський.
29 серпня під Новокатеринівкою загинули солдати 93-ї бригади Герман Абашин, Роман Баранов, Олександр ГоробинськийОлексій Древаль, Артем Каліберда, Дмитро Лобов, Василь Логвиненко, Олег Лотоцький, Микола Мордюк, Дмитро Назаренко, Ярослав Обидєнніков, Андрій Попель, Дмитро Сухомлин, Ігор Ткаченко, Сергій Ткачук, Олег Хомчук, Михайло Швець, Микола Шумейко, старші солдати Дмитро Зранко, Олександр Куценов, Федір Романов, Олексій Сергєєв і Павло Ушаков, молодший сержант Ігор Троценко і сержанти Віталій Ільїн, Роман Савченко й Олег Яковлев, старший сержант Ігор Комаров, старшини Сергій Нещерет й Степан Усс, майори Дмитро Денисов й Віктор Погорілий, 7-го окремого полку В'ячеслав Дремлюх та Василь Івкун, лейтенант роти «Світязь» Максим Ляшук та солдат Мирослав Столярчук, старший лейтенант батальйону «Кривбас» Андрій Лихогруд, молодші сержанти Олександр Гажур й Віталій Толкачов, старший солдат Валерій Мельник, солдати Олег Бондарчук, Андрій Королюк, Володимир Куліченко, Олександр Мирошниченко, Денис Остроушко, Євген Прокоп'єв, Андрій Русін, Олександр Семеніщенков, Володимир Тітенко, Максим Троценко, полковник, комбриг 51-ї бригади Павло Півоваренко, сержант Петро Білець, старший солдат Андрій Посполітак, солдати Олег Ващишин, Микола Гуменюк, Вадим Засєкін, Богдан Тарасюк, 121-ї бригади зв'язку полковник Борис Кифоренко, молодший сержант Ігор Юрковець, солдат Євген Солодовник, прапорщик батальйону «Дніпро-1» Сергій Воронов, солдати Єгор Колдунов, В'ячеслав Макаренко. Був поранений в ногу та загинув старший солдат 17-ї танкової бригади Олексій Погорілий, загинули Олег Алексанич, Станіслав Бадіченко, Дмитро Кузьмін, Артем Розуменко, Олексій Трофімов, згоріли в танку Віталій Калакун, Віталій Король, Василь Милащенко. Поліг молодший сержант батальйону «Херсон» Артем Шаригін, солдат ДУК Роман Атаманчук, сержант батальйону «Івано-Франківськ» Олег Перепічка та молодший сержант Юрій Косовчич, молодші сержанти Ігор Гарасимчук, Роман Грицик й Дмитро Пацино, сержант 502-го окремого батальйону радіоелектронної боротьби Іван Куденьчук, солдат батальйону «Херсон» Олег Вовченко. Станом на 30 серпня під Новокатеринівкою у оточенні знаходилися українські військові. В 20-х числах вересня 2014-го пошуковці ВГО «Союз „Народна пам'ять“» виявили біля сіл Новокатеринівка і Грабське останки 11 українських бійців, загиблих під час бойових дій.

## Населення
За даними перепису 2001 року населення села становило 667 осіб, із них 42,13 % зазначили рідною мову українську, 57,27 % — російську та 0,6 % — білоруську мову.

## Відомі люди
Антонюк Валентина Геніївна (* 23 вересня 1954) — українська співачка, поетеса, прозаїк, мистецтвознавець, вокальний педагог.